# Walt Disney's Comics and Stories
Walt Disney's Comics and Stories, de vegades abreujat com a WDC&S, és una sèrie d'antologia de còmics americana que compta amb personatges de les pel·lícules i curts de The Walt Disney Company, inclosos l'Ànec Donald, Oncle Garrepa, Mickey Mouse, Chip'n Dale, Li'l Bad Wolf, Scamp, Bucky Bug, Grandma Duck, Brer Rabbit, Winnie-the-Pooh i altres. Amb més de 700 números, Walt Disney's Comics and Stories és el còmic de Disney més longeu dels Estats Units, que el converteix en el títol insígnia i és un dels còmics més venuts de tots els temps.
El còmic va ser publicat originalment per Dell Comics (1940-1962), i hi ha hagut moltes recuperacions al llarg dels anys, que van continuar amb la mateixa numeració heretada. Les revifalles han estat publicades per Gold Key Comics (1962-1984), Gladstone Publishing (1986-1990), Disney Comics (1990-1993), de tornada a Gladstone Publishing (1993-1999), Gemstone Publishing (2003-2008), Boom ! Studios (2009-2011) i IDW Publishing (2015-actualitat).

## Història de la publicació
El precursor de WDC&S va ser la revista Mickey Mouse, publicada en diversos reedicions del 1933 al 1940. WDC&S en va fer el llançament Dell a l'octubre de 1940 i inicialment consistia en reimpressions extretes de les historietes de Disney Duck Donald, Mickey Mouse i Silly Symphony reformatades per a còmics i de colors. La primera història original creada per a WDC&S va ser The Flying Gauchito il·lustrada per Walt Kelly el número 24 (agost de 1942); la història va adaptar un curtmetratge de dibuixos animats inclòs a The Three Caballeros, publicat el 1944.
El format de l’antologia del còmic normalment començava amb una història de 10 pàgines amb l’ànec Donald i, durant la major part de la carrera, acabava amb una història en sèrie o individual amb Mickey Mouse. Els números més populars van incloure les deu pagines de l’Ànec Donald escrits i dibuixats per Carl Barks, que va començar la carrera amb el número 31 (abril de 1943). Barks va deixar de produir històries originals després del número 312 (setembre de 1966), però les seves històries s’han reeditat contínuament fins al present. Gairebé totes aquestes històries van protagonitzar els nebots de Donald, Huey, Dewey i Louie, amb aparicions freqüents de la creació de Barks, Uncle Scrooge, així com els Beagle Boys, Gyro Gearloose i Gladstone Gander.
Les històries de Li'l Bad Wolf van començar al número 52 (gener de 1945) i van continuar essent una característica habitual durant més de deu anys, i van continuar apareixent a la majoria de números fins i tot després d'aturar-se la publicació contínua. Carl Buettner (1945-1946), Gil Turner (1948-1956) i Dick Matena (2005-2008) són generalment considerats els creadors de llops més destacats del títol. Més recentment (2003-actualitat), Big Bad Wolf ha substituït sovint el seu fill com a personatge principal de les històries.
Molts números dels anys 40 presentaven sèries de Mickey Mouse de Floyd Gottfredson, que es van reimprimir a les tires còmiques del diari Mickey Mouse. Més tard, Paul Murry es va fer càrrec del dibuix de sèries originals de Mickey Mouse, amb històries escrites per Carl Fallberg i Don Christensen, entre d'altres. La dècada de 1980 va veure nombroses reimpressions de Murry; la dècada de 1990 i temps més recents han vist noves històries de Mickey Mouse escrites per Noel Van Horn i dibuixades per Cesar Ferioli, així com algunes sèries de Gottfredson no publicades prèviament en format de còmic.
A mitjans de la dècada de 1950, el títol era el còmic més venut als Estats Units, amb una tirada mensual de més de tres milions. Mark Evanier descriu l'alta difusió com el producte "d'una agressiva empenta en la subscripció". Es van oferir diverses primes per als nous subscriptors, inclòs un mini pòster atribuït a Walt Kelly anunciat a la contraportada de WDC&S numero 100 a partir de gener de 1949.
En molts números de la dècada de 1980, així com en números dispersos a partir del 2006, les noves històries de Daan Jippes i / o Freddy Milton, Donald Duck protagonitzen el títol. Els números; 523,524,526,528,531 i 547 (tots els anys 1987-1990) presentaven històries prèvies dibuixades (i normalment escrites) per Don Rosa, mentre que la majoria dels números del 1993 al 2005 presentaven guions de William Van Horn.
La fama de Walt Kelly de Pogo va fer la portada de molts números entre els números 34 i 118 i va proporcionar el dibuix interior per als números 34 a 41 i 43.
Walt Disney's Comics and Stories, ha estat el còmic basat en Disney més llarg de la història, convertint-se en el seu títol insígnia. Després d’arribar al número 600, es va convertir en format de prestigi i va romandre així fins al final de la publicació de Gemstone Publishing al número 698.
Boom Studios va publicar el títol des del 2009 fins al 2011 (números 699 a 720).
IDW Publishing va començar a publicar el còmic el juliol de 2015, continuant la seqüència numèrica des del número 721. L’últim número d’IDW de Còmics i històries de Walt Disney va ser el número 743, publicat el setembre de 2018. En aquest moment, IDW va canviar el nom del títol a Còmics i històries de Disney, reiniciant la numeració del número 1, però també mantenint la numeració heretada (numero 744), que apareix a les indicacions a la pàgina de contingut. Algunes de les publicacions del títol s’han recollit a la col·lecció de Contes sense temps. IDW ha publicat el nou títol en una programació aproximadament bimensual, i el número 7 sortirà al setembre de 2019.

## Numeració
Tot i que ara es fa referència als números amb números seqüencials, el format dels primers deu anys del còmic era utilitzar el volum i el número. Cada volum contenia 12 números, de manera que el número 13 (octubre de 1941) va ser etiquetat com a "Vol. 2 núm. 1" i incloïa diverses històries sobre supersticions, especialment sobre el número 13. El títol va començar a utilitzar números enters amb el número 124, el gener de 1951.
Editors
Els editors de Còmics i històries de Walt Disney han estat:
- Dell Comics (octubre de 1940 - agost de 1962) números 1–263
- Gold Key Comics (setembre de 1962 a 1984) números 264-510
- Gladstone Publishing (octubre de 1986 - abril de 1990) números 511-547
- Disney Comics (juny de 1990 - juliol de 1993) números 548-585
- Gladstone Publishing (agost 1993 - febrer 1999) números 586–633
- Gemstone Publishing (juny de 2003 - novembre de 2008) números 634-698
- Boom Kids! (Boom! Studios) (setembre de 2009 - juny de 2011) números 699-720
- Editorial IDW (juliol de 2015 - actualitat) números 721 - actualitat